# Sicalis luteocephala
Sicalis luteocephala là một loài chim trong họ Thraupidae.